# Championnat de Syrie de football 2009-2010
Navigation
Saison 2008-2009 Saison 2010-2011
La saison 2009-2010 du Championnat de Syrie de football est la trente-neuvième édition du championnat de première division en Syrie. Les quatorze meilleurs clubs du pays sont regroupés au sein d'une poule unique où ils s'affrontent deux fois au cours de la saison, à domicile et à l'extérieur. En fin de saison, les deux derniers du classement sont relégués et remplacés par les deux meilleurs clubs de deuxième division.
C'est le club d'Al Jaish Damas qui remporte le championnat cette saison, après avoir terminé en tête du classement, avec deux points d'avance sur le quadruple tenant du titre, Al-Karamah SC et dix sur Tishreen SC. C'est le onzième titre de champion de Syrie de l'histoire du club.

## Les clubs participants
| - Al-Karamah SC - Al Ittihad Alep - Jableh SC - Al Taliya Hama - Al Wahda Damas - Al-Nwa'ir - Tishreen SC | - Al Jazira Damas - Promu de D2 - Al Majd Damas - Al Shorta Damas - Al Efrin - Promu de D2 - Al Wathba Homs - Al Jaish Damas - Umayya |

## Compétition

### Classement
Le barème utilisé pour établir le classement est le suivant :
- Victoire : 3 points
- Match nul : 1 point
- Défaite : 0 point

| Rang | Équipe            | Pts | J  | G  | N  | P  | Bp | Bc | Diff |
| ---- | ----------------- | --- | -- | -- | -- | -- | -- | -- | ---- |
| 1    | Al Jaish Damas    | 58  | 26 | 18 | 4  | 4  | 56 | 22 | +34  |
| 2    | Al-Karamah SCTC   | 56  | 26 | 16 | 8  | 2  | 40 | 16 | +24  |
| 3    | Tishreen SC       | 48  | 26 | 14 | 6  | 6  | 36 | 23 | +13  |
| 4    | Al Ittihad AlepC2 | 45  | 26 | 13 | 6  | 7  | 40 | 29 | +11  |
| 5    | Al Wathba Homs    | 43  | 26 | 12 | 7  | 7  | 35 | 27 | +8   |
| 6    | Al Shorta Damas   | 40  | 26 | 11 | 7  | 8  | 34 | 26 | +8   |
| 7    | Al Majd Damas     | 40  | 26 | 11 | 7  | 8  | 36 | 29 | +7   |
| 8    | Umayya            | 36  | 26 | 9  | 9  | 8  | 32 | 36 | -4   |
| 9    | Al Taliya Hama    | 35  | 26 | 10 | 5  | 11 | 36 | 34 | +2   |
| 10   | Al Wahda Damas    | 27  | 26 | 6  | 8  | 11 | 32 | 43 | -11  |
| 11   | Al-Nwa'ir         | 22  | 26 | 4  | 10 | 12 | 20 | 34 | -14  |
| 12   | Al Jazira DamasP  | 19  | 26 | 3  | 10 | 13 | 24 | 44 | -20  |
| 13   | Jableh SC         | 18  | 26 | 4  | 6  | 16 | 19 | 42 | -23  |
| 14   | Al EfrinP         | 9   | 26 | 1  | 6  | 19 | 16 | 51 | -35  |

|  | Qualification pour la Ligue des champions de l'AFC 2011                                                                        |
|  | Qualification pour la Coupe de l'AFC 2011                                                                                      |
|  | Relégation en deuxième division                                                                                                |
|  | T : Tenant du titre C : Vainqueur de la Coupe de Syrie P : Promu de deuxième division C2 : Vainqueur de la Coupe de l'AFC 2010 |

## Bilan de la saison
| Championnat de Syrie de football 2009-2010                        |                            |
| Champion                                                          | Al Jaish Damas (11e titre) |
| Coupes et trophées                                                |                            |
| Vainqueur de la Coupe de Syrie 2009-2010                          | Al-Karamah SC              |
| Qualifications continentales                                      |                            |
| Ligue des champions de l'AFC 2011                                 | Al Ittihad Alep            |
| Coupe de l'AFC 2011                                               | Al-Karamah SC              |
| Coupe de l'AFC 2011                                               | Tishreen SC                |
| Promotions et relégations                                         |                            |
| Promus en Syrian League                                           | Al Futuwa Deir ez-Zor      |
| Promus en Syrian League                                           | Hutteen SC                 |
| Relégués en Championnat de Syrie de football de deuxième division | Jableh SC                  |
| Relégués en Championnat de Syrie de football de deuxième division | Al Efrin                   |